# Лососёвице (остановочный пункт)
Лососёвице (пол. Łososiowice) — остановочный пункт в деревне Лососёвице в гмине Волув, в Нижнесилезском воеводстве Польши. Имеет 2 платформы и 2 пути.
Остановочный пункт на железнодорожной линии Вроцлав-Главный — Щецин-Главный, построен в 1884 году, когда эта территория была в составе Германской империи.